# Neuquenioa
Neuquenioa là một chi bướm đêm thuộc họ Noctuidae.